# Neil Gaiman: Wybór
Neil Gaiman: Wybór (ang. The Neil Gaiman Reader: Selected Fiction, 2020) – zbiór utworów autorstwa Neila Gaimana, wydany w Polsce w 2020 roku przez Wydawnictwo Mag. Książkę przetłumaczyła Paulina Braiter.
Zdecydowana większość utworów (poza Mitycznymi stworzeniami oraz Małpą i Damą) była już wydana w Polsce.

## Spis utworów
| Tytuł polski                                                                               | Tytuł oryginalny                                                                         | Uwagi                                                                      |
| ------------------------------------------------------------------------------------------ | ---------------------------------------------------------------------------------------- | -------------------------------------------------------------------------- |
| Załatwimy ich panu hurtowo                                                                 | We Can Get Them For You Wholesale                                                        | Po raz pierwszy wydane w zbiorze Dym i lustra. Opowiadania i złudzenia.    |
| Ja, Cthulhu                                                                                | I, Cthulhu                                                                               | Po raz pierwszy na łamach Nowej Fantastyki (3/2007).                       |
| Mikołaj był...                                                                             | Nicholas Was...                                                                          | Po raz pierwszy wydane w zbiorze Dym i lustra. Opowiadania i złudzenia.    |
| Dziecizna                                                                                  | Babycakes                                                                                | Po raz pierwszy wydane w zbiorze Dym i lustra. Opowiadania i złudzenia.    |
| Rycerskość                                                                                 | Chivalry                                                                                 | Po raz pierwszy wydane w zbiorze Dym i lustra. Opowiadania i złudzenia.    |
| Morderstwa i tajemnice                                                                     | Murder Mysteries                                                                         | Po raz pierwszy wydane w zbiorze Dym i lustra. Opowiadania i złudzenia.    |
| Trollowy most                                                                              | Troll Bridge                                                                             | Po raz pierwszy wydane w zbiorze Dym i lustra. Opowiadania i złudzenia.    |
| Szkło, śnieg i jabłka                                                                      | Snow, Glass, Apples                                                                      | Po raz pierwszy wydane w zbiorze Dym i lustra. Opowiadania i złudzenia.    |
| Tylko kolejny koniec świata, nic więcej                                                    | Only the End of the World Again                                                          | Po raz pierwszy wydane w zbiorze Dym i lustra. Opowiadania i złudzenia.    |
| Nie pytaj diabła                                                                           | Don't Ask Jack                                                                           | Po raz pierwszy wydane w zbiorze Dym i lustra. Opowiadania i złudzenia.    |
| Nigdziebądź                                                                                | Neverwhere                                                                               | Fragment powieści Nigdziebądź.                                             |
| Córka sów                                                                                  | The Daughter of Owls                                                                     | Po raz pierwszy wydane w zbiorze Dym i lustra. Opowiadania i złudzenia.    |
| Złote rybki i inne historie                                                                | The Goldfish Pool and Other Stories                                                      | Po raz pierwszy wydane w zbiorze Dym i lustra. Opowiadania i złudzenia.    |
| Cena                                                                                       | The Price                                                                                | Po raz pierwszy wydane w zbiorze Dym i lustra. Opowiadania i złudzenia.    |
| Kufelek Starego Shoggota                                                                   | Shoggoth's Old Peculiar                                                                  | Po raz pierwszy wydane w zbiorze Dym i lustra. Opowiadania i złudzenia.    |
| Prezent ślubny                                                                             | The Wedding Present                                                                      | Po raz pierwszy wydane w zbiorze Dym i lustra. Opowiadania i złudzenia.    |
| O tym, jak pojechaliśmy obejrzeć koniec świata, autorstwa Dawnie Morningside, lat 11 i 1/4 | When We Went to See the End of the World by Dawnie Morningside, age 11¼                  | Po raz pierwszy wydane w zbiorze Dym i lustra. Opowiadania i złudzenia.    |
| Fakty w sprawie zniknięcia panny Finch                                                     | The Facts in the Case of the Departure of Miss Finch                                     | Po raz pierwszy wydane w zbiorze Dym i lustra. Opowiadania i złudzenia.    |
| Zmiany                                                                                     | Changes                                                                                  | Po raz pierwszy wydane w zbiorze Dym i lustra. Opowiadania i złudzenia.    |
| Gwiezdny pył                                                                               | Stardust                                                                                 | Fragment powieści Gwiezdny pył.                                            |
| Arlekin i walentynki                                                                       | Harlequin Valentine                                                                      | Po raz pierwszy w zbiorze Rzeczy ulotne. Cuda i zmyślenia.                 |
| Amerykańscy bogowie                                                                        | American Gods                                                                            | Fragment powieści Amerykańscy bogowie.                                     |
| To inni                                                                                    | Other People                                                                             | Po raz pierwszy w zbiorze Rzeczy ulotne. Cuda i zmyślenia.                 |
| Dziwne dziewczynki                                                                         | Strange Little Girls                                                                     | Po raz pierwszy w zbiorze Rzeczy ulotne. Cuda i zmyślenia.                 |
| Październik w fotelu                                                                       | October in the Chair                                                                     | Po raz pierwszy w zbiorze Rzeczy ulotne. Cuda i zmyślenia.                 |
| Gdy nastał koniec                                                                          | In the End                                                                               | Po raz pierwszy wydane w zbiorze Dym i lustra. Opowiadania i złudzenia.    |
| Studium w szmaragdzie                                                                      | A Study in Emerald                                                                       | Po raz pierwszy w zbiorze Rzeczy ulotne. Cuda i zmyślenia.                 |
| Smak goryczy                                                                               | Bitter Grounds                                                                           | Po raz pierwszy w zbiorze Rzeczy ulotne. Cuda i zmyślenia.                 |
| Problem Zuzanny                                                                            | The Problem of Susan                                                                     | Po raz pierwszy w zbiorze Rzeczy ulotne. Cuda i zmyślenia.                 |
| Zbłąkane oblubienice złowieszczych oprawców w bezimiennym domu nocy potwornego pożądania   | Forbidden Brides of the Faceless Slaves in the Secret House of the Night of Dread Desire | Po raz pierwszy w zbiorze Rzeczy ulotne. Cuda i zmyślenia.                 |
| Władca górskiej doliny                                                                     | The Monarch of the Glen                                                                  | Po raz pierwszy w zbiorze Rzeczy ulotne. Cuda i zmyślenia.                 |
| Powrót Chudego Białego Księcia                                                             |                                                                                          | Po raz pierwszy w zbiorze Drażliwe tematy. Krótkie formy i punkty zapalne. |
| Chłopaki Anansiego                                                                         |                                                                                          | Fragment powieści Chłopaki Anansiego.                                      |
| Ptak słońca                                                                                | Sunbird                                                                                  | Po raz pierwszy w zbiorze Rzeczy ulotne. Cuda i zmyślenia.                 |
| Jak rozmawiać z dziewczynami na prywatkach                                                 | How to Talk to Girls at Parties                                                          | Po raz pierwszy w zbiorze Rzeczy ulotne. Cuda i zmyślenia.                 |
| Żeńskie końcówki                                                                           | Feminine Endings                                                                         | Po raz pierwszy w zbiorze Drażliwe tematy. Krótkie formy i punkty zapalne. |
| Pomarańcz                                                                                  | Orange                                                                                   | Po raz pierwszy w zbiorze Drażliwe tematy. Krótkie formy i punkty zapalne. |
| Mityczne stworzenia                                                                        | Mythical Creatures                                                                       |                                                                            |
| "Prawda to jaskinia w czarnych górach"                                                     | The Truth Is a Cave in the Black Mountains                                               | Po raz pierwszy w zbiorze Drażliwe tematy. Krótkie formy i punkty zapalne. |
| Problem z Cassandrą                                                                        | The Thing About Cassandra                                                                | Po raz pierwszy w zbiorze Drażliwe tematy. Krótkie formy i punkty zapalne. |
| Śmierć i miód                                                                              | The Case of Death and Honey                                                              | Po raz pierwszy w zbiorze Drażliwe tematy. Krótkie formy i punkty zapalne. |
| Człowiek, który zapomniał Raya Bradbury'ego                                                | The Man Who Forgot Ray Bradbury                                                          | Po raz pierwszy w zbiorze Drażliwe tematy. Krótkie formy i punkty zapalne. |
| Ocean na końcu drogi                                                                       |                                                                                          | Fragment powieści Ocean na końcu drogi.                                    |
| Klik-Klak Grzechotka                                                                       | Click-clack the Rattlebag                                                                | Po raz pierwszy w zbiorze Drażliwe tematy. Krótkie formy i punkty zapalne. |
| Śpiąca i wrzeciono                                                                         | The Sleeper and the Spindle                                                              | Po raz pierwszy w zbiorze Drażliwe tematy. Krótkie formy i punkty zapalne. |
| Kalendarz opowieści                                                                        | A Calendar of Tales                                                                      | Po raz pierwszy w zbiorze Drażliwe tematy. Krótkie formy i punkty zapalne. |
| Godzina Nic                                                                                | Nothing O’Clock                                                                          | Po raz pierwszy w zbiorze Drażliwe tematy. Krótkie formy i punkty zapalne. |
| Księżycowy labirynt                                                                        | The Lunar Labyrinth                                                                      | Po raz pierwszy w zbiorze Drażliwe tematy. Krótkie formy i punkty zapalne. |
| W bezsłoneczną morską toń                                                                  | Down to a Sunless Sea                                                                    | Po raz pierwszy w zbiorze Drażliwe tematy. Krótkie formy i punkty zapalne. |
| O tym, jak markiz odzyskał swój płaszcz                                                    |                                                                                          | Po raz pierwszy w wydaniu powieści Nigdziebądź z 2016 r..                  |
| Czarny pies                                                                                | Black Dog                                                                                | Po raz pierwszy w zbiorze Drażliwe tematy. Krótkie formy i punkty zapalne. |
| Małpa i Dama                                                                               | Monkey and the Lady                                                                      |                                                                            |